# Нікітін Василь Андрійович
Василь Андрійович Нікітін (26 грудня 1899, станція Вереб'є, тепер Маловішерського району Новгородської області, Російська Федерація — 15 листопада 1967, місто Ленінград, тепер Санкт-Петербург, Російська Федерація) — радянський військовий політпрацівник, генерал-майор берегової служби.

## Життєпис
Член РКП(б) з 1918 року.
З 1919 року служив у Червоній армії, учасник Громадянської війни в Росії. Воював на Східному та Південному фронтах. У травні 1919 — липні 1922 року — червоноармієць, політичний керівник (політрук), помічник військового комісара 59-го стрілецького полку, начальник загону боротьби із дезертирами.
У липні 1922 — лютому 1923 року — курсант 1-ї артилерійської школи командного складу РСЧА.
У лютому 1923 року був демобілізований, повернувся до Червоної армії у травні 1931 року.
У травні 1931 — грудні 1932 року — політрук полкової школи 16-го артилерійського полку РСЧА.
У грудні 1932 — липні 1933 року — військовий комісар окремого артилерійського дивізіону 31-ї моторизовано механізованої бригади Ленінградського військового округу.
З липня 1933 до серпня 1937 року навчався на військово-морському факультеті Військово-політичної академії РСЧА.
У серпні 1937 — липні 1938 року — начальник відділу пропаганди, агітації та преси Політичного управління Північного флоту.
У липні — грудні 1938 року — військовий комісар штабу Північного флоту.
У грудні 1938 — червні 1939 року — відповідальний секретар партійної комісії Політичного управління Північного флоту.
У червні 1939 — травні 1940 року — член Військової ради Чорноморського флоту.
У червні 1940 — липні 1941 року — відповідальний секретар партійної комісії при Політичному управлінні Військово-морського флоту СРСР. Учасник німецько-радянської війни.
У липні 1941 — жовтні 1942 року — військовий комісар Головного морського штабу. У жовтні — грудні 1942 року — заступник начальника із політичної частини Головного морського штабу.
У грудні 1942 — листопаді 1943 року — начальник 7-го відділу (спецпропаганди) Головного політичного управління Військово-морського флоту СРСР.
У листопаді 1943 — вересні 1947 року — начальник політичного відділу Військово-морської академії імені Ворошилова.
У вересні 1947 — жовтні 1950 року — заступник командувача Біломорської флотилії Північного флоту із політичної частини.
У жовтні — грудні 1950 року — заступник із політичної частини начальника Головного військово-морського інженерного управління.
У грудні 1950 — квітні 1953 року — член Військової ради Червонопрапорної Амурської флотилії.
У квітні 1953 — травні 1955 року — заступник із політичної частини начальника зв'язку Військово-морського флоту СРСР.
З травня до серпня 1955 року перебував у розпорядженні начальника Головного політичного управління Міністерства оборони СРСР.
З серпня 1955 року — в запасі.
Помер 15 листопада 1967 року в Ленінграді (Санкт-Петербурзі). Похований на Серафимівському цвинтарі.

## Військові звання
- бригадний комісар
- генерал-майор берегової служби (13.12.1942)
- генерал-майор (5.05.1952)

## Нагороди
- орден Леніна (1954)
- орден Червоного Прапора (1947)
- орден Вітчизняної війни I ступеня (1945)
- два ордени Червоної Зірки (1943, 1944)
- медалі
- іменна зброя (1955)